# Coppa Italia Primavera 2013-2014
La Coppa Italia Primavera 2013-14, denominata Primavera TIM Cup, è la quarantaduesima edizione del torneo riservato alle squadre giovanili iscritte al Campionato Primavera. Il torneo è iniziato il 21 agosto 2013 e si è concluso il 9 aprile 2014.
La Lazio ha vinto il torneo per la 2ª volta nella sua storia battendo nella doppia finale la Fiorentina. Da questa stagione la manifestazione si è uniformata alla Coppa Italia maggiore eliminando le gare di ritorno in tutti i turni di eliminazione prima delle semifinali.

## Turno preliminare
Il Turno Preliminare si è giocato in gara unica il 21 agosto 2013.
| Squadra 1 | Risultato | Squadra 2 |
| --------- | --------- | --------- |
| Carpi     | 2 - 0     | Latina    |
| Trapani   | 1 - 2     | Avellino  |

## Primo Turno Eliminatorio
Il Primo Turno Eliminatorio si è giocato in gara unica il 28 agosto, il 7 e il 9 settembre 2013.
| Squadra 1 | Risultato       | Squadra 2       |
| --------- | --------------- | --------------- |
| Varese    | 2 - 1           | Spezia          |
| Bologna   | 3 - 4 (dts)     | Carpi           |
| Sampdoria | 2 - 0           | Novara          |
| Genoa     | 1 - 5           | Sassuolo        |
| Siena     | 1 - 2           | Virtus Lanciano |
| Roma      | 4 - 0           | Ternana         |
| Empoli    | 3 - 0           | Livorno         |
| Cesena    | 4 - 3 (dts)     | Pescara         |
| Brescia   | 2 - 1 (dts)     | Verona          |
| Udinese   | 4 - 0           | Cittadella      |
| Parma     | 0 - 0 (4-3 dcr) | Padova          |
| Inter     | 1 - 0           | Modena          |
| Palermo   | 2 - 0           | Cagliari        |
| Napoli    | 2 - 1           | Juve Stabia     |
| Bari      | 2 - 1           | Crotone         |
| Reggina   | 2 - 0           | Avellino        |

## Secondo Turno Eliminatorio
Il Secondo Turno Eliminatorio si è giocato in gara unica il 25 settembre, 5 ottobre, 6 ottobre e 10 ottobre 2013.
| Squadra 1 | Risultato       | Squadra 2       |
| --------- | --------------- | --------------- |
| Varese    | 3 - 0           | Carpi           |
| Sampdoria | 2 - 1           | Sassuolo        |
| Roma      | 2 - 0           | Virtus Lanciano |
| Empoli    | 1 - 2           | Cesena          |
| Brescia   | 1 - 0           | Udinese         |
| Parma     | 0 - 2           | Inter           |
| Palermo   | 1 - 2 (dts)     | Napoli          |
| Bari      | 3 - 3 (4-5 dcr) | Reggina         |

## Ottavi di finale
Gli Ottavi di finale si sono giocati in gara unica il 4 dicembre 2013.
| Squadra 1  | Risultato   | Squadra 2 |
| ---------- | ----------- | --------- |
| Juventus   | 3 - 1       | Varese    |
| Torino     | 1 - 0       | Sampdoria |
| Atalanta   | 1 - 0       | Roma      |
| Fiorentina | 2 - 1       | Cesena    |
| Milan      | 3 - 0       | Brescia   |
| Chievo     | 0 - 1       | Inter     |
| Lazio      | 4 - 3       | Napoli    |
| Catania    | 1 - 4 (dts) | Reggina   |

## Quarti di finale
I Quarti di finale si sono giocati in gara unica il 21 dicembre 2013.
| Squadra 1 | Risultato   | Squadra 2  |
| --------- | ----------- | ---------- |
| Juventus  | 2 - 1       | Torino     |
| Atalanta  | 1 - 2       | Fiorentina |
| Milan     | 1 - 3 (dts) | Inter      |
| Lazio     | 2 - 1       | Reggina    |

## Semifinali
L'andata delle semifinali si sono giocati il 22 e il 29 gennaio 2014, il ritorno il 29 gennaio e il 6 febbraio 2014
| Squadra 1 | Totale | Squadra 2  | Andata | Ritorno |
| --------- | ------ | ---------- | ------ | ------- |
| Juventus  | 0 - 5  | Fiorentina | 0 - 2  | 0 - 3   |
| Lazio     | 7 - 3  | Inter      | 4 - 2  | 3 - 1   |

## Finale
L'andata della finale si è giocata il 26 febbraio 2014 al Centro sportivo di Formello mentre il ritorno si è giocato il 9 aprile 2014 all'Artemio Franchi di Firenze.
| Squadra 1 | Totale | Squadra 2  | Andata | Ritorno |
| --------- | ------ | ---------- | ------ | ------- |
| Lazio     | 7 - 3  | Fiorentina | 3 - 1  | 4 - 2   |